# Blahová
Blahová es un municipio situado en el distrito de Dunajská Streda, en la región de Trnava, Eslovaquia. Tiene una población estimada, en enero de 2024, de 418 habitantes.
Está ubicado al sur de la región, cerca de los ríos Danubio y Váh, y de la frontera con Hungría y la región de Bratislava.

## Demografía
| Año        | 1994 | 2004    | 2014    | 2024     |
| ---------- | ---- | ------- | ------- | -------- |
| Población  | 376  | 361     | 365     | 434      |
| Diferencia |      | −3,98 % | +1,10 % | +18,90 % |

| Año        | 2023 | 2024    |
| ---------- | ---- | ------- |
| Población  | 418  | 434     |
| Diferencia |      | +3,82 % |